# Anne Terral
Anne Terral, née le 11 novembre 1970 à Toulouse, est une autrice française, vivant et travaillant à Paris.  
Elle écrit des romans publiés aux éditions Stock. Elle est également autrice d'albums, romans et documentaires historiques pour la jeunesse, ainsi que de fictions radiophoniques pour France Culture. Son dernier livre, François Truffaut en 24 images/seconde, paru chez Médiapop Éditions en octobre 2022, est une biographie fictive et poétique du cinéaste adaptée de la fiction radiophonique du même nom. 

## Biographie
Après un DEA de Lettres modernes sur Philippe Jaccottet (University of Cork, Irlande) et un DUT Métiers du Livre (Université Bordeaux III), Anne Terral devient éditrice à Paris en 1996. Elle travaille aux éditions Gründ, puis aux éditions Mengès-Place des Victoires. En 2009, elle prend le statut d'éditrice indépendante.   
En 2001, elle publie son premier roman, Après, aux éditions Stock. Deux autres romans suivront en 2003 et 2009. Puis une quinzaine d'ouvrages jeunesse et des fictions radiophoniques.  
Elle a effectué en 2011-2012 une résidence d’écrivain accordée par la région Île-de-France qui s’est déroulée au SAMU social et dont elle a rendu compte sur le site de Remue.net. 

### Romans
- Après, Paris, Stock, 2001, 138 p. (ISBN 978-2234-05317-5, présentation en ligne)
- Dans la nuit des autres[3], éditions Stock, Paris, 2003, 180 p.  (ISBN 978-2234-05602-2)
- Curiosité[4], éditions Stock, Paris, 2009, 180 p.  (ISBN 978-2234-06176-7)
- François Truffaut en 24 images/seconde, Mulhouse, Médiapop, 2022, 80 p. (ISBN 978-2491-43658-2, présentation en ligne)

### Fictions radiophoniques
- Perruches[5], L'Atelier Fiction, France Culture, 2013. Réalisation : Michel Sidoroff.
- Haut/Bas[6], La Vie moderne, France Culture, 2015. Réalisation : Michel Sidoroff.
- François Truffaut en 24 images/seconde - Une joie et une souffrance[7], L'Atelier Fiction, France Culture, 2018. Réalisation : Pascal Deux.

### Livres jeunesse
- Grain de riz[8], album, illus. de Bruno Gibert, éditions Casterman, Paris, 2003.  (ISBN 220356519-5)
- La folle semaine de Toupoutous, album, illus. de Bruno Gibert, éditions Casterman, Paris, 2005.  (ISBN 978-220310850-9)
- Jane et les Navajos, roman, Fleurus Presse, Paris, 2011.
- Comme ci ou comme ça[9], album, éditions Syros, illus. de Bruno Gibert, Paris, 2011.  (ISBN 978-2748-51070-6)
- Les arts de la Renaissance sous François Ier[10], documentaire historique, avec Edwart Vignot, illus. de Fransoua, Place des Victoires, Paris, 2013.  (ISBN 978-2809-91037-7)
- Collection Poussin (6 titres), albums tout-carton, illus. de Bruno Gibert, Albin Michel Jeunesse, Paris, 2012-2013.  (ISBN 978-2226-24359-1)
- Suzanne a un truc[11], roman, collection « Mini-Syros », éditions Syros, Paris, 2014.  (ISBN 978-2748-51488-9)
- Une belle découverte[12], collection « Je lis, tu lis », illus. de Régis Faller, Bayard éditions, Paris, 2014.  (ISBN 978-274705001-2)
- Les rêves se cachent-ils sous ton oreiller ?[13], album, illus. d'Amélie Fontaine[14], éditions Autrement Jeunesse, Paris, 2014.  (ISBN 978-2746-73620-7)
- Cléopâtre – 50 drôles de questions pour la découvrir !, documentaire historique, illus. de Zelda Zonk, collection Cétéki ?, éditions Tallandier jeunesse, Paris, 2018[15].  (ISBN 979-10-210-3187-6)
- La préhistoire – 50 drôles de questions pour la découvrir !, documentaire historique, illus. de Manu Boisteau, collection Cétékoi ?, éditions Tallandier jeunesse, Paris, 2019[16].  (ISBN 979-10-210-3383-2)
- Léonard de Vinci – 50 drôles de questions pour le découvrir !, documentaire historique, illus. de Frédéric Rébéna, collection Cétékoi ?, éditions Tallandier jeunesse, Paris, 2019[17].  (ISBN 979-10-210-3711-3)
- Héros ordinaires - Six destins hors du commun, album documentaire, illus. de Sébastien Vassant, éditions La Martinière Jeunesse, Paris, 2020[18]. (ISBN 978-2-7324-9455-5)
- Eddy, pirate maudit[19], collection « Je lis, tu lis », illus. de François Maumont, Bayard éditions, Paris, 2021.   (ISBN 979-10-363-1322-6)
- Ce livre est-il heureux que tu le lises?[20], album, illus. d'Amélie Fontaine, éditions Actes Sud jeunesse, Paris, 2021.  (ISBN 978-2-330-15483-7)
- La Fille qui a décoché la flèche[21], album, illus. de Sande Thommen, éditions Actes Sud jeunesse, Paris, 2023.  (ISBN 978-2-330-17602-0)
- Tortue, grand roseau et petit clou[22], album, illus. de Géraldine Alibeu, éditions Les Fourmis Rouges, Paris, 2024.  (ISBN 978-2-36902-187-2)

### Revues
- « Passages secrets, Récit des méandres d'une transformation : portrait d'Erika », Citrus, L'Agrume, no 3 « Sexe »,‎ 2015 (ISBN 979-10-90743-33-5, présentation en ligne)
- « Des ordres et de soi, Consacrer sa vie à Dieu : portrait d'un cheminement », Citrus, Paris, L'Agrume, no 4 « Dieu »,‎ 2016 (ISBN 979-10-90743-44-1, présentation en ligne)

### Carnets de voyage et poésie
- Balade Zen – rituels et traditions du Japon, Paris, Akinomé, coll. « collection Petits carnets, aquarelles de Michèle Adaoust », 2019 (ISBN 979-10-96405-18-3, présentation en ligne)